# Grand Prix Stanów Zjednoczonych 1980
Grand Prix Stanów Zjednoczonych 1980 – ostatnia runda Mistrzostw Świata Formuły 1 w sezonie 1980, która odbyła się 5 października 1980, po raz 20. na torze Watkins Glen.
Było to 23. Grand Prix Stanów Zjednoczonych i jednocześnie 22. zaliczane do Mistrzostw Świata Formuły 1.

## Wyścig
| Legenda oznaczeń w tabelach wyników Wyświetl szablon na nowej stronie | Legenda oznaczeń w tabelach wyników Wyświetl szablon na nowej stronie                                                                     |
| Oznaczenie                                                            | Wyjaśnienie |
| --------------------------------------------------------------------- | --- |
| Złoty                                                                 | Zwycięzca lub mistrzostwo |
| Srebrny                                                               | 2. miejsce lub wicemistrzostwo |
| Brązowy                                                               | 3. miejsce lub II wicemistrzostwo |
| Zielony                                                               | Ukończył, punktował (w klasyfikacji generalnej, gdy zdobył co najmniej jeden punkt na przestrzeni sezonu, poza trzema powyższymi opcjami) |
| Niebieski                                                             | Ukończył, nie punktował (w klasyfikacji generalnej, gdy nie zdobył co najmniej jednego punktu na przestrzeni sezonu)                      |
| Czerwony                                                              | Nie zakwalifikował się (NZ) |
| Czerwony                                                              | Nie prekwalifikował się (NPK) |
| Różowy                                                                | Nie ukończył (NU) |
| Różowy                                                                | Niesklasyfikowany (NS) (w klasyfikacji generalnej, gdy nie został sklasyfikowany w żadnym wyścigu sezonu)                                 |
| Czarny                                                                | Zdyskwalifikowany (DK) |
| Czarny                                                                | Wykluczony (WYK/EX) |
| Biały                                                                 | Nie wystartował (NW) |
| Biały                                                                 | Kontuzjowany (K/INJ) |
| Biały                                                                 | Wyścig odwołany (OD/C) |
| Bez koloru                                                            | Został wycofany (WYC/WD) |
| Bez koloru                                                            | Nie przybył (NP/DNA) |
| Bez koloru                                                            | Nie brał udziału w treningach (NT/DNP) |
| Bez koloru                                                            | Nie został zgłoszony (–) |
| Pogrubienie                                                           | Start z pole position |
| Kursywa                                                               | Najszybsze okrążenie wyścigu |
| †                                                                     | Nie ukończył, ale jego rezultat został zaliczony ze względu na przejechanie więcej niż 90% dystansu wyścigu.                              |
| *                                                                     | Sezon w trakcie |
| 1/2/3                                                                 | Punktowana pozycja w sprincie |
| Lista systemów punktacji Formuły 1                                    | |

| Poz | Nr                                                     | Kierowca           | konstruktor     | Okrążenie | Czas/Powód n.u             | Poz. start. | Punkty |
| --- | ------------------------------------------------------ | ------------------ | --------------- | --------- | -------------------------- | ----------- | ------ |
| 1   | 27                                                     | Alan Jones         | Williams-Ford   | 59        | 1h:34:36,050               | 5           | 9      |
| 2   | 28                                                     | Carlos Reutemann   | Williams-Ford   | 59        | +4,21 s                    | 3           | 6      |
| 3   | 25                                                     | Didier Pironi      | Ligier-Ford     | 59        | +12,57 s                   | 7           | 4      |
| 4   | 12                                                     | Elio de Angelis    | Lotus-Ford      | 59        | +29,69 s                   | 4           | 3      |
| 5   | 26                                                     | Jacques Laffite    | Ligier-Ford     | 58        | +1 okr.                    | 12          | 2      |
| 6   | 11                                                     | Mario Andretti     | Lotus-Ford      | 58        | +1 okr.                    | 11          | 1      |
| 7   | 16                                                     | René Arnoux        | Renault         | 58        | +1 okr.                    | 6           |        |
| 8   | 9                                                      | Marc Surer         | ATS-Ford        | 57        | +2 okr.                    | 17          |        |
| 9   | 50                                                     | Rupert Keegan      | Williams-Ford   | 57        | +2 okr.                    | 15          |        |
| 10  | 21                                                     | Keke Rosberg       | Fittipaldi-Ford | 57        | +2 okr.                    | 14          |        |
| 11  | 1                                                      | Jody Scheckter     | Ferrari         | 56        | +3 okr.                    | 23          |        |
|     | Niesklasyfikowani                                      |                    |                 |           |                            |             |        |
| NS  | 7                                                      | John Watson        | McLaren-Ford    | 50        | niesklasyfikowany          | 9           |        |
| NU  | 2                                                      | Gilles Villeneuve  | Ferrari         | 49        | wypadek                    | 18          |        |
| NS  | 3                                                      | Jean-Pierre Jarier | Tyrrell-Ford    | 40        | niesklasyfikowany.         | 22          |        |
| NU  | 30                                                     | Jochen Mass        | Arrows-Ford     | 36        | układ przeniesienia napędu | 24          |        |
| NU  | 23                                                     | Bruno Giacomelli   | Alfa Romeo      | 31        | elektryka                  | 1           |        |
| NU  | 5                                                      | Nelson Piquet      | Brabham-Ford    | 25        | poślizg                    | 2           |        |
| NU  | 6                                                      | Héctor Rebaque     | Brabham-Ford    | 20        | silnik                     | 8           |        |
| NU  | 31                                                     | Eddie Cheever      | Osella-Ford     | 20        | zawieszenie                | 16          |        |
| NU  | 29                                                     | Riccardo Patrese   | Arrows-Ford     | 16        | poślizg                    | 20          |        |
| NU  | 14                                                     | Jan Lammers        | Ensign-Ford     | 16        | układ kierowniczy          | 25          |        |
| NU  | 20                                                     | Emerson Fittipaldi | Fittipaldi-Ford | 15        | zawieszenie                | 19          |        |
| NU  | 4                                                      | Derek Daly         | Tyrrell-Ford    | 3         | kolizja z de Cesarisem     | 21          |        |
| NU  | 22                                                     | Andrea de Cesaris  | Alfa Romeo      | 2         | kolizja z Daly             | 10          |        |
|     | Nie wystartowali / nie dopuszczeni do ponownego startu |                    |                 |           |                            |             |        |
| NS  | 8                                                      | Alain Prost        | McLaren-Ford    | 0         | wypadek/kontuzja           | 13          |        |
|     | Nie zakwalifikowali się                                |                    |                 |           |                            |             |        |
| NZ  | 43                                                     | Mike Thackwell     | Tyrrell-Ford    |           |                            |             |        |
| NZ  | 51                                                     | Geoff Lees         | Williams-Ford   |           |                            |             |        |